# Polizei Vilnius

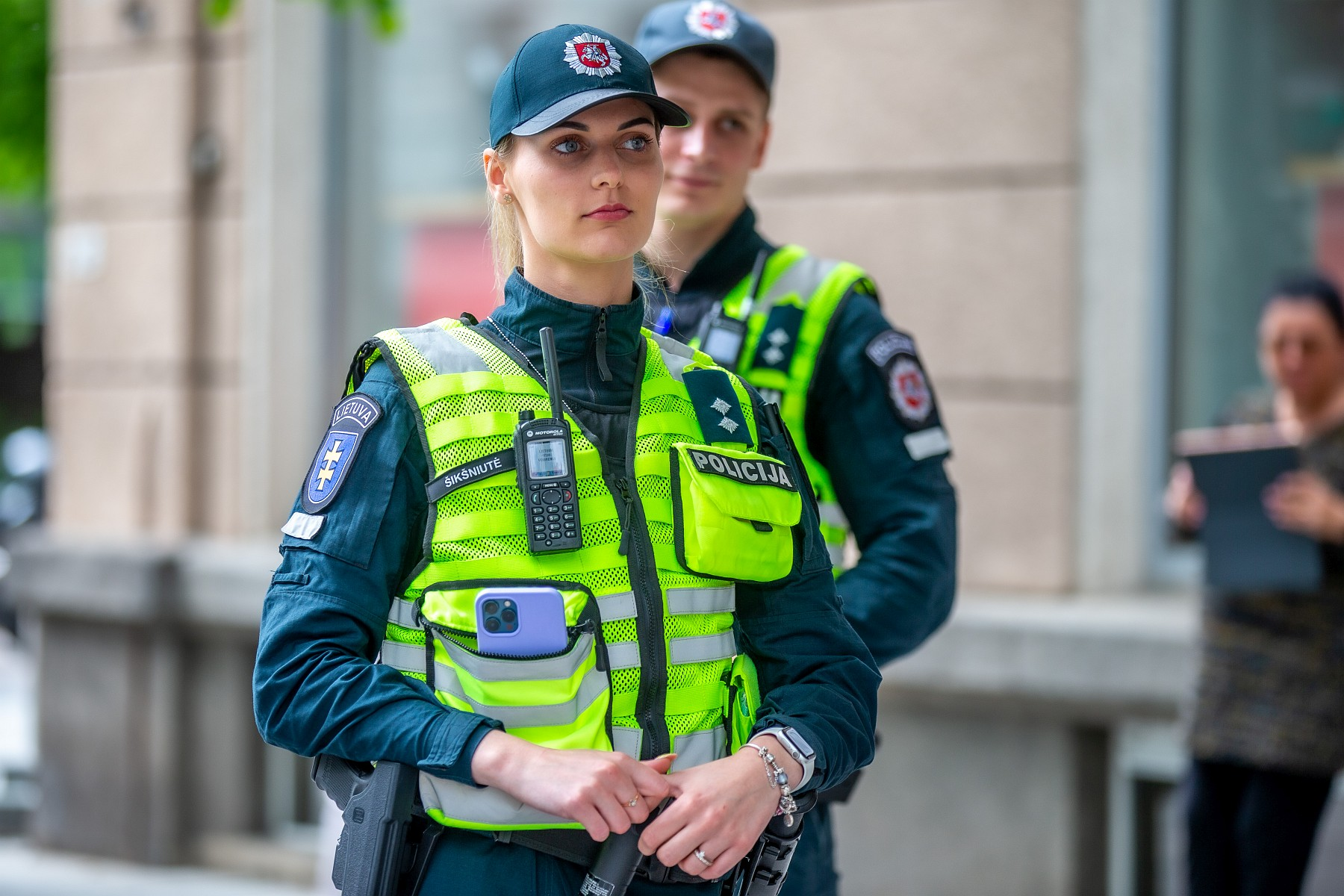
Polizisten in Vilnius

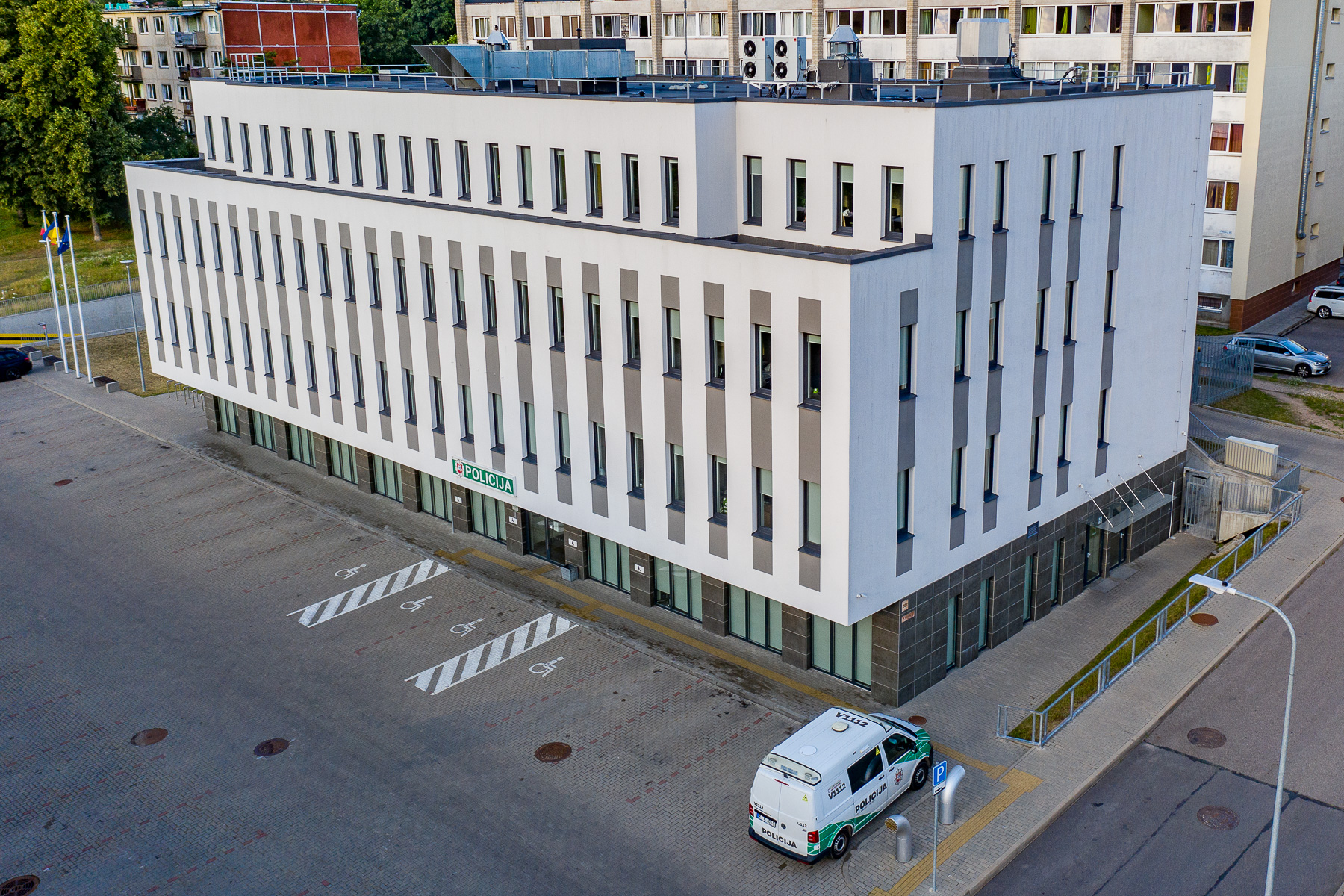
1. Polizeikommissariat (Antakalnis)

Die Polizei Vilnius ist ein Teil der litauischen Polizei in der litauischen Hauptstadt Vilnius. Die wichtigste Polizeibehörde ist das Bezirkshauptpolizeikommissariat des Bezirks Vilnius (lit. Vilniaus apskrities vyriausiasis policijos komisariatas) mit 640 Mitarbeitern (Stand 2016).

## Geschichte
Die heutige Polizei Vilnius entstand 1991 aus dem sowjetlitauischen Vilniaus miesto vidaus reikalų valdyba (VRV). Am 27. Juni 1997 errichtete man das Bezirkspolizeikommissariat Vilnius. Es untersteht dem Polizeidepartement am Innenministerium Litauens. In der Stadt wurde 1999 eine Polizeigewerkschaft Vilnius gegründet, die die Beamten, Angestellten und andere Mitarbeiter der Vilniusser Polizei vertritt. 2000 gab es sieben Stadtpolizeikommissariate (miesto policijos komisariatas) in der Stadt Vilnius. In Žvėrynas-Saltoniškės befindet sich das Polizeimuseum Vilnius (Policijos departamento prie LR VRM centrinis policijos muziejus), in dem die Ausstellungen von der Geschichte der Stadtpolizei zeugen.

## Leitung
- 1991–1997: Vytautas Leipus
- 1997–1999: Česlovas Kazimieras Blažys
- 1999–2005: Erikas Kaliačius[5]
- 2005–2009: Sigitas Mecelica
- 2009–2016: Kęstutis Lančinskas (* 1967)
- 2016 Antoni Mikulskis (* 1961)
- 2016–2022 Saulius Gagas (* 1973)
- 2022 – jetzt Renaldas Žekonis (* 1975)